# 披针毛茛
披针毛茛（学名：Ranunculus amurensis）为毛茛科毛茛属下的一个种。

## 扩展阅读
- 維基物種上的相關：披针毛茛